# Centre d'interès
Un centre d'interès és un tema sobre el qual es treballa tota una sèrie d'activitats a un centre educatiu, ja sigui en l'educació formal (escoles) o no formal (caus, esplais o casals). Aquest tema pot ser triat pels monitors o bé pels infants que hi participen.
Normalment, un centre d'esplai parteix d'un tema com a eix transversal de totes les activitats que es faran: tant activitats setmanals, com a les sortides, casals o colònies.
A partir del projecte educatiu del centre d'esplai, es tria un centre d'interès, com per exemple l'univers, el món del còmic o el circ, entre d'altres. Aquest tema es pot treballar durant un trimestre, dos o tot el curs escolar. També es pot aplicar només a un casal d'estiu o unes colònies. La durada del mateix dependrà del que es vulgui aprofundir amb els infants o de la quantitat d'activitats que es vulguin fer de cada tema.
Durant aquell trimestre, es fan tot tipus d'activitats relacionades amb el centre d'interès, incloent treballs manuals, jocs exteriors, jocs de taula, activitats intergeneracionals, excursions que tinguin a veure amb el centre d'interès o sortides de cap de setmana a una casa de colònies, on totes les activitats sempre van relacionades amb el tema. Aquest centre d'interès serveix també perquè els infants puguin seguir el fil conductor de les històries i activitats que s'expliquen i es realitzen en tot moment al centre d'esplai.